# Municipio de Moorefield (condado de Harrison)
El municipio de Moorefield (en inglés: Moorefield Township) es un municipio ubicado en el condado de Harrison en el estado estadounidense de Ohio. En el año 2010 tenía una población de 403 habitantes y una densidad poblacional de 5,65 personas por km².

## Geografía
El municipio de Moorefield se encuentra ubicado en las coordenadas 40°11′42″N 81°9′15″O / 40.19500, -81.15417. Según la Oficina del Censo de los Estados Unidos, el municipio tiene una superficie total de 71.33 km², de la cual 69,63 km² corresponden a tierra firme y (2,38 %) 1,7 km² es agua.

## Demografía
Según el censo de 2010, había 403 personas residiendo en el municipio de Moorefield. La densidad de población era de 5,65 hab./km². De los 403 habitantes, el municipio de Moorefield estaba compuesto por el 98,76 % blancos, el 0,5 % eran amerindios, el 0,25 % eran de otras razas y el 0,5 % eran de una mezcla de razas. Del total de la población el 0,74 % eran hispanos o latinos de cualquier raza.